# Achille Accili
Achille Accili (19 de outubro de 1921 - 14 de outubro de 2007) foi um político italiano dos democratas-cristãos.

## Biografia
Accili nasceu em 19 de outubro de 1921 em Acciano. Antes da sua carreira política, Accili foi professor primário.
Accili serviria no Senado Italiano de 1968 a 1987. Enquanto servia lá, ele tornou-se um líder do componente de esquerda dos democratas-cristãos ao lado de Luciano Fabiani.
Accili era o secretário estadual de transportes do quarto governo de Andreotti.
Achille Accili morreu em 14 de outubro de 2007, em Roma.

## Família
Accili era casado com Maria Castellani. O casal teve quatro filhos, sendo a filha mais velha a diplomata Maria Assunta Accili Sabbatini. O seu filho, Domenico Accili, mudou-se para os Estados Unidos e tornou-se professor na Universidade de Columbia.